# Weiße Sulm
Die Weiße Sulm ist ein Bach von der Koralpe in der Steiermark und Quellbach der Sulm.
Die Weiße Sulm entspringt auf etwa 1570 m ü. A. auf der Brendlalm am Wolscheneck (1699 m ü. A.), im Gemeindegebiet Bad Schwanberg. Sie rinnt gegen Südosten und nimmt von links den Rettenbach vom Garanaser Hochmoor auf. Hier bildet sie die Gemeindegrenze von Bad Schwanberg zu Wies. Dann knickt sie kurz südwärts bis zur Einmündung des Stierriegelbachs und geht ab dort ostwärts. Bei Wernersdorf tritt sie in das Weststeirische Riedelland ein und durchfließt den südlichen Ast das Sulmtals. Sie geht durch Vordersdorf, Altenmarkt und den Ort Wies, und passiert dann Brunn und Pölfing (linksufrig). Bei Gasselsdorf und Prarath, an der Gemeindegrenze von Sankt Martin im Sulmtal zu Gleinstätten, vereinigt sie sich nach gut 28 Kilometern Lauf von rechts mit der Schwarzen Sulm zur Sulm, einem Nebenfluss der Mur.